# ستان دوژه
ستان دوژه (به لهستانی:  Stany Duże) یک منطقهٔ مسکونی در لهستان است که در گمینا سوخوژبره واقع شده‌است.